# Hearts and Minds (Lost)
"Hearts and Minds" é o décimo terceiro episódio de Lost. É o décimo terceiro episódio da primeria temporada da série. Foi dirigido por Rod Holcomb e escrito por Carlton Cuse e Javier Grillo-Marxuach. Foi ao ar originalmente em 12 de Janeiro de 2005, pela ABC. O episódio foca o flashback em Boone Carlyle.

## Sinopse
Locke e Boone saem frequentemente juntos para explorar a escotilha achada por eles na floresta. Quando Boone ameaça revelar o segredo para Shannon, Locke o ataca e o imobiliza com cordas, deixando-o sozinho na mata. Boone ouve gritos de socorro de Shannon, consegue libertar a si e a Shannon, que estava amarrada em outro local. Eles são, em seguida, perseguidos pela misteriosa criatura da ilha que ataca e mata Shannon. Tudo, por fim, revela-se ter sido uma alucinação de Boone, que fora drogado por Locke. Trechos do passado de Boone e Shannon são revelados, mostrando que eles tinham um relacionamento complicado, não sendo irmãos verdadeiros. Na verdade, opai de Shannon se casou com a mãe de Boone. Boone é apaixonado por Shannon e o episódio dá a entender que eles chegaram a passar uma noite juntos. Ainda neste episódio, Kate descobre que Sun fala inglês e Jim dá um peixe para Hurley, que pixa em um ouriço. 